# Julia Strömberg
Julia Charlotta Mortana Strömberg, född 24 februari 1851 i Lund, död 29 augusti 1920 i Stockholm, var en svensk målare.

## Biografi
Julia Strömberg var dotter till stadsarkitekten i Göteborg Hans Jakob Strömberg och Dorothea Fredrika Granstedt. 
Hon studerade i början av 1870-talet vid Valands konstskola i Göteborg och vid Konstakademien i Stockholm 1872–1880 där hon blev agré 1881 efter att hon visat upp oljemålningen Pilar vid vassbevuxen strand. Under en kortare tid studerade hon periodvis vid Konstnärsförbundets skola 1899–1901. 
Hon hörde 1885 till de konstnärer som undertecknade opponentskrivelsen mot akademien och hon var medlem i Konstnärsförbundet 1886–1896 innan hon senare blev medlem av Föreningen Svenska Konstnärinnor. Hon tillhörde tillsammans med Julia Beck den sammanhållande länken bland akademi eleverna och fick hedersomnämnandet Mamma av sina studiekamrater. Hon medverkade vid utställningar Konstakademiens utställning i Stockholm 1877 och Göteborgsutställningen 1891 samt Föreningen Svenska Konstnärinnors utställning vid Konstakademien 1911 och Göteborgs konstförenings utställning 1911. En minnesutställning med hennes konst visades på Gummesons konsthall 1921. 
Julia Strömberg ägnade sig åt ett traditionellt landskapsmåleri och återgav ofta västkustska motiv och skildringar från Stockholmstrakten. Vid sidan av sitt eget skapande undervisade hon privatelever i måleri.

## Galleri

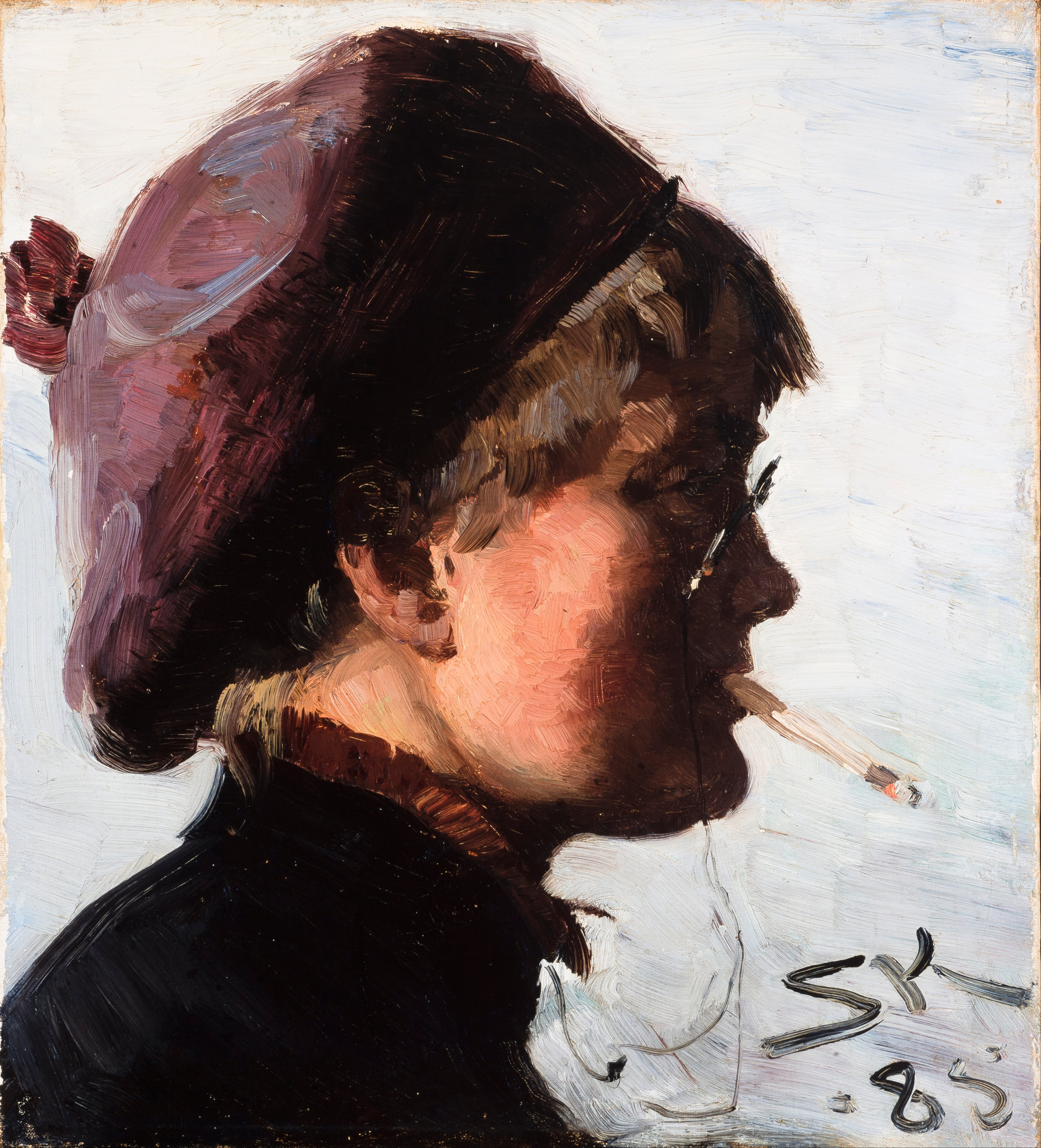
Julia Strömberg (utförd av P.S. Krøyer 1885)